# Amantle Montsho
Amantle Montsho (Mabudutsa, 4 de julio de 1983) es una atleta botsuana de 400 m. En su carrera deportiva ha ostentado un título mundial, dos medallas de oro en los Juegos de la Mancomunidad, tres Trofeos de diamante y tres campeonatos africanos. Asimismo, ha asistido en tres ocasiones a los Juegos Olímpicos.

## Trayectoria

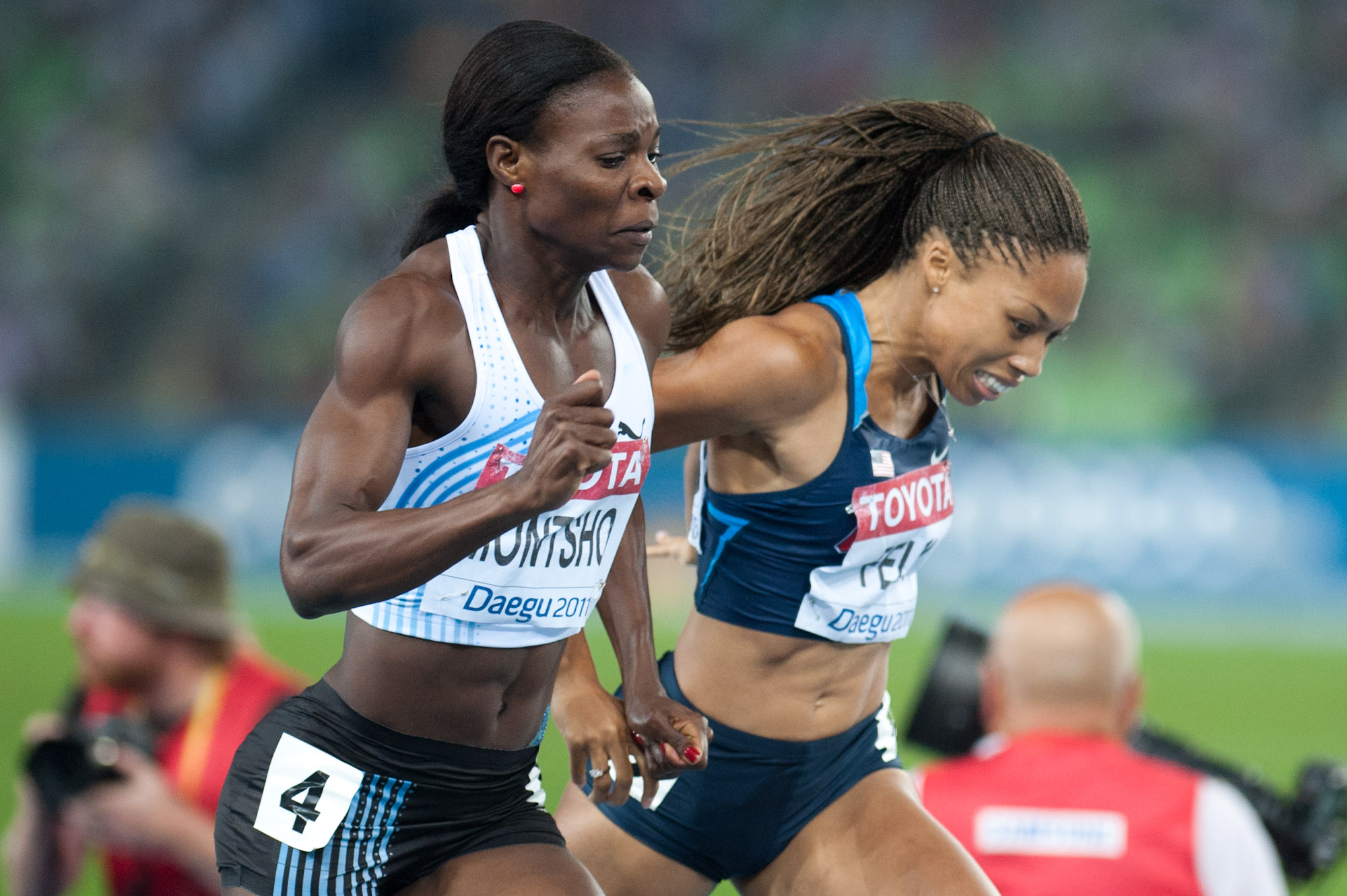
Amantle Montsho y Allyson Felix en el Campeonato Munial de Atletismo de 2011 en Daegu

Montsho empezó a practicar el atletismo a los once años, y desde entonces su desempeño atrajo la atención del público. En esa época ganó varias medallas en las pruebas de 100 m, 200 m —en la que llegó a ser campeona nacional—, y relevos 4 × 100 m; pero cuando participaba en un evento regional del sur de África, le fue recomendado cambiarse a la prueba de 400 m lisos.
En esa especialidad, para el año 2003, ganó el título nacional (55,03 s) y en los Juegos Panafricanos terminó cuarta en ronda preliminar con un tiempo de 55,06 s. El 2004 asistió a los Juegos Olímpicos de Atenas, por medio de una tarjeta de invitación, y logró un tiempo de 53,77 s también en ronda preliminar. Posteriormente, Monstsho ingresó al centro de alto rendimiento de Dakar, Senegal; y en ese período obtuvo el segundo puesto del Campeonato Africano de 2006 (52,68 s), la medalla de oro en los Juegos Panafricanos de 2007 (51,13 s) y fue  semifinalista en el Campeonato Mundial de Osaka (50,90 s).
En el año 2008 tuvo su primera presencia en un Campeonato Mundial de Atletismo en Pista Cubierta, en el que llegó hasta las semifinales. Además conquistó la medalla de oro en el Campeonato Africano (49,83 s); y participó en los Juegos Olímpicos de Pekín donde  se convirtió en la primera atleta botsuana en alcanzar una final, llegando en octavo puesto (51,18 s). Este logro fue reconocido en su país, ya que se adjudicó el premio de la atleta del año, un honor que por mucho tiempo no lo había obtenido una mujer.
En el campeonato mundial de Berlín 2009, Montsho llegó nuevamente en la octava posición en la final, con un tiempo de 50, 65 s. Para 2010, ganó la medalla de oro en el campeonato africano de Nairobi (50,03 s) y se ubicó en segunda posición de la Liga de Diamante 2010,  detrás de Allyson Felix. Además, se alzó con la medalla dorada en los Juegos de la Mancomunidad de Nueva Delhi con registro de 50,10 s.

### Campeonato mundial de Daegu
Para el año 2011, el día 22 de julio había impuesto la mejor marca de la temporada con un tiempo de 49,71 s durante la décima fecha de la Liga de Diamante en la ciudad de Mónaco, competencia de la cual fue una de las vencedoras. Sin embargo, mejoró dicha marca en el campeonato mundial de Daegu, cuando se consagró como la primera atleta botsuana en conquistar un título mundial con un registro de 49,56 s, en una ajustada final en la que la estadounidense Allyson Felix llegó en el segundo puesto con un tiempo de 49,59 s.

### Los Juegos Olímpicos de Londres
El año 2012 alcanzó su tercera medalla de oro en campeonatos africanos al imponerse en Porto Novo, Benín, con una nueva marca personal de 49,54 s. Además, asistió por tercera ocasión a los Juegos Olímpicos, los cuales se desarrollaron en Londres.
Montsho era una de las favoritas para ocupar el podio, pero acabó en el cuarto lugar de la final con un tiempo de 49,75 s. Pese a todo, logró hacerse de su segunda Liga de Diamante, aunque en las tres últimas reuniones se había ubicado en el segundo lugar, siendo superada en dos de ellas por Sanya Richards-Ross, ganadora de los Juegos Olímpicos.

### El campeonato mundial de Moscú
Durante el desarrollo de la Liga de Diamante 2013, en la cual ganó la prueba por tercera vez consecutiva, Montsho había triunfado en cuatro de seis eventos antes de presentarse en el campeonato mundial de Moscú. En una de ellas había sido superada por la británica Christine Ohuruogu. Sin embargo, en este certamen partía como clara favorita, y tenía la oportunidad de igualar la hazaña de Cathy Freeman quien se había proclamado campeona de la especialidad en 1997 y 1999; pero en la carrera final, que parecía a su favor a 50 metros de la meta, la misma Ohuruogu le frustró la victoria al alcanzarla y registrar el mismo tiempo de 49,41 s de la botsuana, con la diferencia que la británica había inclinado su cuerpo, por lo que la foto de llegada determinó su triunfo.

### Temporada 2014
En el 2014, la campeona mundial de Daegu no tuvo una buena temporada. Su desempeño fue irregular en la Liga de Diamante en la que su mejor resultado fue un segundo puesto en Shanghái (50,37 s). Mientras que en su segunda presentación en los Juegos de la Mancomunidad, desarrollados en Glasgow, llegó cuarta en la carrera final con tiempo de 51,10 s. Días después, la Federación de los Juegos de la Mancomunidad dio a conocer la noticia que había dado positiva a un examen de dopaje por metilhexaneamina, el cual la atleta decidió no apelar. Por tanto, su resultado fue anulado y quedó pendiente la sanción por parte de la Agencia Mundial Antidopaje. Sin embargo, el 18 de marzo de 2015 la Federación de Atletismo de Botsuana decidió suspenderla por dos años.

### Temporada 2017
En su retorno tras la suspensión, Montsho participó en los Relevos Mundiales como parte del equipo botsuano que llegó a la final en la que ocupó la sexta posición con una marca de 3:20,13. Para el mes de marzo tomó parte de una prueba de 300 m en la ciudad de Sasolburg, Sudáfrica, y en un cerrado final fue segunda con una marca de 37,44 s, tras Caster Semenya quien traspasó la línea de meta en 37,22 s. En agosto, se presentó a su sexto campeonato mundial en el que retornó a su especialidad de los 400 m lisos y quedó en las semifinales con un registro de 51,28 s. Asimismo, fue parte del equipo nacional que en la carrera de relevos 4 × 400 m llegó a la final en la que se ubicó en la séptima posición con una marca de 3:28,00.

### Temporadas 2018-19
En abril de 2018, Montsho tomó parte de los Juegos de la Mancomunidad de Gold Coast. En esta ocasión, logró hacerse por segunda vez de la medalla dorada de los 400 m con un registro de 50,15 s, apenas 0,05 s de la marca de la justa, en lo que fue su mejor resultado desde la medalla de plata del campeonato mundial de Moscú. Además, junto a su compatriota Isaac Makwala quien había triunfado en la misma prueba en la rama masculina, consiguió que por primera vez dos atletas de un mismo país se adjudicaran dicha carrera. También ganó una medalla de bronce en la carrera de relevos 4 × 400 m. En 2019 su resultado más relevante fue la medalla de plata en el relevo 4 × 400 m en los Juegos Panafricanos de Rabat. 

## Marcas personales
| Prueba                 | Tiempo  | Viento | Lugar         | Fecha      |
| ---------------------- | ------- | ------ | ------------- | ---------- |
| 100 m                  | 11,60 s | -0,5   | Bamako (MLI)  | 26/04/2011 |
| 200 m                  | 22,89 s |        | Fukuroi (JPN) | 3/12/2012  |
| 300 m (pista cubierta) | 36,33 s |        | Liévin (FRA)  | 05/03/2010 |
| 400 m                  | 49,33 s |        | Mónaco        | 19/07/2013 |
| 400 m (pista cubierta) | 52,34 s |        | Doha (QAT)    | 12/03/2010 |